# Алтайски улар
Алтайският улар (Tetraogallus altaicus) е вид птица от семейство Фазанови (Phasianidae).

## Разпространение и местообитание
Разпространен е в Казахстан, Китай, Монголия и Русия.